# 中文古典典籍
中文古典典籍是指中國及其他漢字文化圈地區（日本、朝鮮半島、越南、琉球等地）古代的漢文典籍，主要是指经过历史的淘汰选择，被人们所公认代表一个民族的文化水平所达到的高度、深度和广度的著作，包括歷史文獻、文學作品等。
在中國以外的漢字文化圈地區，雖然有本土的語言，有些亦創造了自己的文字，但漢字、漢文（文言文）曾經長時間是這些地區的官方語文，因此這些地區也有不少漢文寫成的文獻，包括史書、官方文件、文學作品、學術著作等。為了與以本土語言書寫的典籍區別，通常會把這類典籍稱為漢籍。